# The Storm (The Walking Dead)
«La Tormenta» —título original en inglés: «The Storm»— es el décimo sexto episodio y final de temporada de la novena temporada de la serie de televisión posapocalíptica, horror The Walking Dead. El guion estuvo a cargo Matthew Negrete & Angela Kang y finalmente Greg Nicotero dirigió el episodio. El episodio salió al aire en el canal AMC el 31 de marzo de 2019. Fox hizo lo propio en España e Hispanoamérica el día siguiente.

## Trama
Han pasado dos meses después del asesinato de varios miembros de las comunidades a manos de Alpha, comienza el invierno. El Reino no puede mantener su infraestructura, y Ezekiel toma la decisión de abandonar la comunidad, reuniendo una gran caravana de los sobrevivientes restantes. para buscar un mejor refugio en Hilltop, aunque no antes de transmitir su situación por radio a cualquiera que pueda estar escuchando. Daryl, Michonne y Yumiko ayudan para escoltarlos. Hablan sobre temas de liderazgo en Hilltop luego de la muerte de Tara, observando que Maggie optó por quedarse con Georgie y su grupo luego de enviarle varias solicitudes para regresar. Mientras logran eliminar a los caminantes, Ezekiel le pide en privado a Daryl que se lleve a Lydia después de que lleguen a Hilltop, ya que cree que Carol la culpa por la muerte de Henry (su hijo adoptivo). Más tarde, Lydia ve a un caminante medio enterrado en la nieve. Ella considera dejar que el caminante la muerda, pero Carol la ve y la regresa al grupo. Con la tormenta en aumento y en ningún lugar cerca de un punto de ruta, Daryl sugiere que vayan al Santuario para refugiarse. El Santuario abandonado proporciona refugio contra la tormenta, pero queda claro que no tienen los suministros para esperar. Al revisar los mapas, reconocen que si cruzan el límite de la tierra de Los Susurradores y atraviesan un río helado, pueden alcanzar rápidamente un punto de ruta seguro en un día.
Usando la cobertura de la tormenta, el grupo del Reino cruza la línea que Alpha había establecido, encontrando solo caminantes congelados en el camino. Llegan a un río que ha sido congelado. Carol va a buscar a Lydia que ha desaparecido, mientras que el resto eliminan a los caminantes enterrados en la nieve. Carol alcanza a Lydia, quien se da cuenta de que ella es la culpable de su situación y siente que no puede quedarse con ellos, y como no puede volver con Alpha, le pide a Carol que la mate. Carol se niega a matarla, diciendo que no es débil. El grupo llega al punto de referencia y finalmente, llega a la colonia Hilltop al día siguiente. Daryl, Michonne, Lydia y algunos otros se preparan para continuar a Alexandría. Carol le dice a Ezekiel que planea ir con Daryl y luego rompe con él. Ella intenta devolverle el anillo, pero él insiste en que ella lo mantenga y le dice que siempre la amará.
En Alexandría, la tormenta que se aproxima les quita la energía solar y el consejo decide reunir a todos los residentes en algunos edificios para mantener el calor. Gabriel, Rosita y Eugene están de acuerdo en que necesitan sacar a Negan de su celda a uno de estos edificios también. Allí, Negan se enoja con Gabriel y Eugene por el hijo de Rosita. Eugene descubre que la chimenea en el edificio está bloqueada y no se puede utilizar, por lo que deciden que necesitan mudarse a un edificio diferente. Cuando cruzan la nevada ventosa a temperaturas bajo cero, Judith oye el ladrido de Perro y corre hacia la nevada para buscarlo; Negan la sigue rápidamente, pero se lesiona por los escombros que vuelan debido a la tormenta. Oye el ladrido de Perro y encuentra a Judith, que está empezando a sufrir de hipotermia. Él le salva la vida y lleva a Perro de vuelta al refugio, a pesar de la lesión.
El grupo de Daryl llega a Alexandría más tarde a medida que avanza la tormenta, y Michonne está eufórica de ver a Judith y RJ aún con vida. Una pequeña pelea de bolas de nieve se produce entre algunos de los alexandrinos. Michonne va a hablar con Negan, quien está siendo atendido por su herida. Michonne le agradece por salvar a Judith. Negan está impresionado de saber que cruzaron el territorio de los Susurradores, pero le advierte que los Susurradores podrían tomar represalias.
A medida que avanza el invierno, los Susurradores se reagrupan, sabiendo que tienen más cuerpos para la manada. Beta le dice a Alpha que ella es una mujer fuerte a pesar de haber perdido a su hija y por su pedido, le proporciona varios latigazos en su brazo. Ezekiel se comunica con Judith por radio para ponerse al día, ambos contentos de haber sobrevivido al invierno. Cuando se va Judith, la radio detecta una transmisión débil, con una mujer desconocida preguntando si hay alguien ahí fuera.

## Producción
Pese al fallecimiento de los personajes de Tara Chambler (Alanna Masterson) y Enid (Katelyn Nacon) los nombres de las actrices aparecen en los créditos de apertura.
Mientras que la showrunner Angela Kang declaró que el débil mensaje de radio que se escuchó al final del episodio fue un misterio para ser explorado en la Temporada 10, muchos periodistas creen que está ayudando a configurar el programa para seguir el arco del Commonwealth del cómic, que ocurrirá después de la guerra con Los Susurradores. En el cómic, Eugene usa la radio para comunicarse con un miembro de la Commonwealth y se entera de que es una próspera comunidad de sobrevivientes de miles de personas en Ohio y finalmente una pequeña reunión de exploradores de las comunidades aliadas viaja allí. En el momento en que se emitió "The Storm", la serie de cómics aún estaba en medio del arco del Commonwealth.

## Recepción

### Recepción Crítica
"The Storm" recibió el reconocimiento de la crítica de la crítica. En Rotten Tomatoes, el episodio tiene un índice de aprobación del 89% con una puntuación promedio de 7.25 sobre 10, según 18 comentarios. El consenso crítico del sitio dice: "El infierno se congela en un final invernal  The Walking Dead  que se aprovecha al máximo de 'The Storm' con algunos escalofríos y un tono meditativo y de duelo - aunque esta entrega elegíaca podría haber funcionado mejor como un preámbulo en lugar de un desenlace."
Aaron Neuwirth de  We Live Entertainment  dio una crítica positiva del episodio, escribiendo: "Mientras que la filmación en Georgia ciertamente no se presta a episodios frecuentes como este, es un aspecto impresionante para el programa para abarcar ventiscas masivas, montículos de nieve, e incluso un lago helado. Como una manera fría de poner fin a un conjunto de episodios bastante consistentes (un buen cambio de ritmo para esta serie), The Walking Dead hizo mucho con este episodio contemplativo."
Alex McLevy de  The A.V. Club  le dio al episodio una calificación de 'B', diciendo: "El programa siempre ha tendido a hacer un seguimiento de las cuotas en las que personajes notables mueren con historias meditantes y meditabundas, momentos en los que tanto el público como los personajes pueden detenerse y hacer un balance de dónde están, reevaluándose y preguntando si todo vale la pena. Y a pesar de toda la acción nevada del episodio, "La tormenta" está muy en línea con esta tradición, una reflexión sobre el dolor que se avecina del trauma, y cómo puede tener silenciosamente consecuencias imprevistas significativas, incluso semanas o meses después".

### Calificaciones
"The Storm" recibió una audiencia total de 5.02 millones con una calificación de 1.9 en adultos de 18 a 49 años. Fue el programa de cable con la mejor calificación de la noche, y aumentó en audiencia desde la semana anterior, además de ser el episodio con la calificación más alta desde el estreno de media temporada. Sin embargo, fue el final de temporada con la calificación más baja de la serie.